# Larry Mathews (Schauspieler)

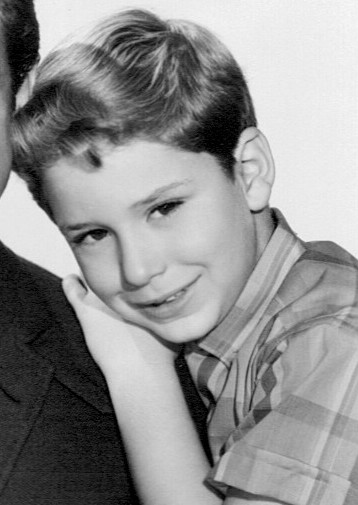
Larry Mathews (ca. 1963)

Larry Mathews (* 15. August 1955 in Burbank, Kalifornien als Lawrence James Mazzeo) ist ein US-amerikanischer ehemaliger Schauspieler, der vor allem als Kinderdarsteller Bekanntheit in den USA erlangte.
In späteren Jahren wurde er als Accountant Executive (eine höhergestellte Position des Account-Managers) tätig und arbeitete unter dem Namen Larry Mazzeo als Postproduktionskoordinator an diversen US-Fernsehserien.

## Leben und Wirken
Larry Mathews wurde am 15. August 1955 als zweitältestes von sieben Kindern von Francis Mazzeo und seiner Ehefrau (geborene Thedinga) in Burbank im US-Bundesstaat Kalifornien geboren und auf den Namen Lawrence James Mazzeo getauft. Der damals Sechsjährige mit Wohnsitz in Burbank besuchte eine Schauspielschule in Hollywood, als er aus 40 Kindern für die Rolle des Richard „Ritchie“ Petrie in die CBS-Serie The Dick Van Dyke Show gecastet wurde. Mit viereinhalb Jahren begann er unter Lois Hour mit dem Schauspielunterricht und war ursprünglich eines von zwei Kindern, die für die Rolle des Ritchie ausgewählt wurden; Carl Reiner setzte am Ende allerdings auf den noch unbekannten Mathews. Als die Serie nach 158 ausgestrahlten Episoden im Jahre 1966 eingestellt wurde, war Mathews in jeder einzelnen zum Einsatz gekommen. Parallel dazu wirkte er im Jahre 1962 auch in einer Episode der NBC-Serie Heute Abend Dick Powell mit. Während der Dreharbeiten zu The Dick Van Dyke Show war es Mathews nicht möglich die Schule zu besuchen, so erhielt er in dieser Zeit einen Privatlehrer und übersprang sogar eine Klasse. Außerhalb der Dreharbeiten nahm er immer wieder auch am Unterricht an Schulen teil.
Nach dem Ende der The Dick Van Dyke Show wurde es weitestgehend ruhig um Mathews, der daraufhin seine Schulbildung an der Notre Dame High School in Sherman Oaks abschloss und ein Studium an der University of California, Los Angeles aufnahm. Parallel dazu wirkte er auch in lokalen Theaterproduktionen mit. Sein Schauspielstudium an der UCLA beendete er im Jahre 1976 und war in weiterer Folge hauptsächlich als Accountant Executive tätig. Von 1979 bis 1981 wirkte er laut der Internet Movie Database bei 32 Episoden von Soap – Trautes Heim als Postproduktionskoordinator mit. In denselben Jahren tat er dies zudem bei einigen Folgen von Benson und in den Jahren 1980 bis 1981 bei einigen Episoden von It’s a Living. Daneben hatte er auch zahlreiche weitere Positionen bei Film und Fernsehen inne. Im Laufe der Jahrzehnte trat er auch immer wieder in Fernsehshows und bei Interviews in Erscheinung, wo er über seine Rolle und sein Wirken in der Serie sprach. Zuletzt (Stand: Januar 2020) hatte er einen Auftritt bei der jährlichen Hollywood Christmas Parade im Jahre 2019.
Der seit 1987 mit seiner Frau Jennifer verheiratete Mathews lebt heute immer noch in der Gegend um Los Angeles, wo er Vice President of Sales bei der Postproduktionsgesellschaft CCI Digital ist. Daneben ist er unter anderem auch im Voiceover-Bereich tätig und ist auch an zahlreichen Unternehmen außerhalb der Unterhaltungsindustrie beteiligt. Des Weiteren plant er für die nächsten Jahre die Veröffentlichung eines Buches über das wirkliche Leben in Hollywoods Showbusiness. 2016 wurde Mathews selbst im Buch X Child Stars: Where Are They Now? von Kathy Garver, selbst eine ehemalige Kinderdarstellerin, und Fred Ascher porträtiert.

## Filmografie (Auswahl)
Filmauftritte (auch Kurzauftritte)
- 1993: Chairman’s Choice
- 2004: The Dick Van Dyke Show Revisited
- 2011: A Day in the Life of Plain Jen (Kurzfilm)

Serienauftritte (auch Gast- und Kurzauftritte)
- 1961–1966: The Dick Van Dyke Show (alle 158 Episoden)
- 1962: Heute Abend Dick Powell (The Dick Powell Show; 1 Episode)